# Астероидный обзор Уппсала-DLR
Астероидный обзор Уппсала-DLR (англ. Uppsala-DLR Asteroid Survey, UDAS) — астрономический обзор, проводившийся с 1999 по 2005 года в обсерватории Квистаберг (Швеция), являющейся филиалом Уппсальской астрономической обсерватории. Проект реализовался совместно с Германским центром авиации и космонавтики (DLR). 

## Инструмент обзора
- Телескоп системы Шмидта (D = 100/135 см, F = 300 см, установлен в 1963 году) — второй по величине телескоп Шмидта на момент создания + 2048 x 2048 pixels, 15 µm

## Направления исследований
- Открытие астероидов (в том числе и околоземных)

## Основные достижения
- Открыто 209 астероидов с 1999 по 2005 года, которые уже получили постоянное обозначение[1].
- 38754 астрометрических измерений опубликовано с 1973 по 2007 года (тут не только наблюдения в рамках обзора, но и все что были выполнены в обсерватории)[2]
- Открытие одного околоземного астероида: 2001 FX9

## Известные сотрудники
- B. Davidsson, O. Karlsson, C.-I. Lagerkvist, T. Oja, J. Warell, A. Erikson, G. Hahn, O. Karlsson, C.-I. Lagerkvist, S. Mottola, J. Warell.